# Mariska Kramer-Postma
Mariska Kramer-Postma (* 26. April 1974 in Twijzelerheide als Mariska Kramer) ist eine ehemalige niederländische Langstreckenläuferin, Duathletin, Triathletin und zweifache Ironman-Siegerin (2005 und 2008).

## Werdegang
2003 konnte Mariska Kramer sich im November als Siegerin in ihrer Altersklasse beim Ironman Florida für einen Startplatz beim Ironman Hawaii qualifizieren, wo sie dann im Oktober 2004 den 33. Rang belegte.

### Siegerin Ironman 2005
Im Juni 2005 gewann Mariska Kramer mit 31 Jahren den erstmals in Nizza ausgetragenen Ironman France und im Folgejahr wurde sie hier Zweite.

### Profi-Triathletin seit 2006
Seit 2006 startet sie als Profi-Triathletin. Sie wird trainiert von Jelle Luinstra. Kramer wurde 2008 niederländische Triathlon-Meisterin und Duathlon-Vize-Weltmeisterin sowie im Folgejahr 2009 niederländische Duathlon-Meisterin.
2010 konzentrierte sich Kramer-Postma auf die Marathon-Distanz und war seitdem bei keinem internationalen Duathlon- oder Triathlon-Bewerb mehr am Start. 
Im Februar 2014 konnte sie zum zweiten Mal in Folge den Miami-Marathon gewinnen.
Seit 2014 tritt Mariska Kramer-Postma nicht mehr international in Erscheinung.

### Privates
Mariska Kramer-Postma ist verheiratet mit Sjaco Postma und lebt in Drachten.

## Sportliche Erfolge

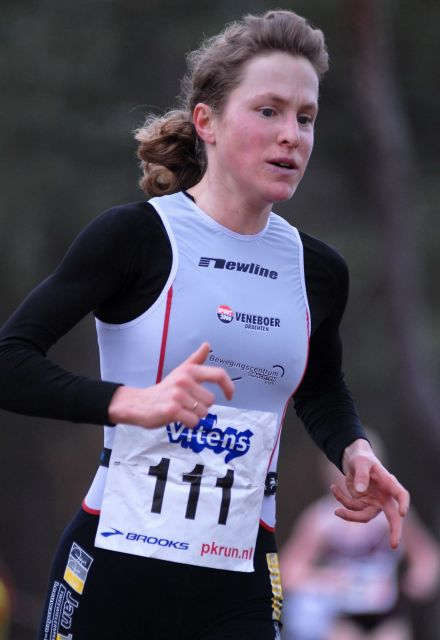
Mariska Kramer-Postma beim Sylvestercross (2007)

| Datum/Jahr    | Rang | Wettbewerb                                      | Austragungsort | Zeit     | Bemerkung                                                   |
| ------------- | ---- | ----------------------------------------------- | -------------- | -------- | ----------------------------------------------------------- |
| 30. Aug. 2009 | 6    | Ironman Louisville                              | Louisville     |          |                                                             |
| 31. Aug. 2008 | 1    | Ironman Louisville                              | Louisville     | 09:54:17 | [ 1 ]                                                       |
| 21. Juli 2007 | 3    | Allgäu Triathlon                                | Immenstadt     |          |                                                             |
| 26. Aug. 2007 | 3    | Ironman Louisville                              | Louisville     | 10:24:14 | [ 2 ]                                                       |
| 21. Okt. 2006 | 55   | Ironman Hawaii                                  | Hawaii         |          |                                                             |
| 25. Juni 2006 | 2    | Ironman France                                  | Nizza          |          |                                                             |
| 19. Juni 2005 | 1    | Ironman France                                  | Nizza          | 10:13:02 | Siegerin bei der Erstaustragung des Ironman France in Nizza |
| 23. Juli 2005 | 1    | Allgäu Triathlon                                | Immenstadt     |          |                                                             |
| 15. Okt. 2005 | 41   | Ironman Hawaii                                  | Hawaii         |          |                                                             |
| 16. Okt. 2004 | 33   | Ironman Hawaii                                  | Hawaii         |          |                                                             |
| 8. Nov. 2003  | 7    | Ironman Florida                                 | Panama City    | 09:53:30 | Siegerin in ihrer Altersklasse                              |
| 2003          | 3    | Almere-Triathlon                                | Almere         | 10:08:00 |                                                             |
| 5. Aug. 2001  | 17   | ITU Long Distance Triathlon World Championships | Fredericia     | 10:31:15 |                                                             |

| Datum/Jahr    | Rang | Wettbewerb                                     | Austragungsort    | Zeit     | Bemerkung |
| ------------- | ---- | ---------------------------------------------- | ----------------- | -------- | --- |
| 17. Mai 2009  | 2    | Powerman Germany                               | Falkenstein       | 03:46:55 | Zweite auf der Duathlon-Langdistanz hinter der Deutschen Kristin Möller (16 km erster Lauf, 64 km Radfahren und 8 km zweiter Lauf) |
| 1. Mai 2009   | 2    | Duathlon Oberursel                             | Oberursel         |          | Siegerin vor der Deutschen Meike Krebs (10 km Laufen, 38 km Radfahren und 5 km Laufen)                                             |
| 3. Mai 2009   | 1    | Powerman Luxemburg                             | Bastendorf        |          | Niederländische Duathlon-Meisterin                                                                                                 |
| 8. Aug. 2008  | 2    | ITU Long Distance Duathlon World Championships | Geel              | 03:46:46 | |
| 21. Okt. 2007 | 13   | ITU Long Distance Duathlon World Championships | Richmond          | 03:55:28 | |
| 23. Apr. 2006 | 2    | Powerman Holland                               | Horst aan de Maas |          | Duathlon-Vize-Europameisterin |
| 29. Mai 2005  | 9    | ITU Long Distance Duathlon World Championships | Barcis            | 04:29:43 | [ 7 ] |
| 2004          | 3    | Powerman Holland                               | Venray            |          | Duathlon-Europameisterschaft |

| Datum/Jahr    | Rang | Wettbewerb                       | Austragungsort | Zeit     | Bemerkung    |
| ------------- | ---- | -------------------------------- | -------------- | -------- | ------------ |
| 6. Nov. 2014  | 1    | Terschelling Marathon            | Terschelling   | 02:49:34 | Marathon     |
| 2. Feb. 2014  | 1    | Miami-Marathon                   | Miami          | 02:49:28 | Marathon     |
| 2. Nov. 2013  | 2    | Indianapolis Monumental Marathon | Miami          | 02:40:24 | Marathon     |
| 27. Jan. 2013 | 1    | Miami-Marathon                   | Miami          | 02:46:07 | Marathon     |
| 20. Nov. 2011 | 1    | Philadelphia Marathon            | Philadelphia   | 02:35:46 | Marathon     |
| 21. Nov. 2010 | 1    | Philadelphia Marathon            | Philadelphia   | 02:38:55 | Marathon     |
| 6. Sep. 2010  | 2    |                                  | Columbus       | 01:14:42 | Halbmarathon |

(DNF – Did Not Finish)